# パンチみつお
パンチみつお（1954年3月27日 - ）は、日本のお笑いタレント。本名：小池 三生（こいけ みつお）。
福岡県北九州市小倉出身。福岡県立小倉西高等学校出身。よしもとクリエイティブ・エージェンシー所属。血液型O型。

## 概要・来歴
- 学生時代からお笑いが好きで、週末になるとフェリーなどでよく関西の劇場に足を運んでいた。同郷の桑原和男を頼り（桑原の兄の紹介による）、大阪に移る。桑原の勧めで第1次Wヤングの平川幸雄（現在の平川幸男）門下となり、漫才コンビ「Wパンチ」を結成。1980年2月の京都花月下席でデビュー。
- 同年、同期の島田紳助らと「SHINSUKE-BAND」を結成。ギターおよび作曲を担当した。
- 1983年のコンビ解散後よりピンで活動。
- ABCテレビ「クイズ!紳助くん」に出演し、司会の紳助よりも2つ年上にもかかわらず「なにわ突撃隊」の一員として、若手に混じって体を張った。同番組では、旅先で俳句を詠んだり弾き語りを披露したりする「山頭火シリーズ」にも参加していた。

## 出演

### テレビ番組
- クイズ!紳助くん - 上述のとおり。

### ラジオ番組
- MBSヤングタウン（毎日放送ラジオ、1984年4月 - 1985年9月）
- いくよ・くるよのはりきりフライデー（KBS京都ラジオ）
- ラジオよしもと むっちゃ元気!（ラジオ大阪）
- ラジオよしもと すこぶる元気! （ラジオ大阪、2008年7月 - 2013年3月）

### CM
- 京都 醍醐スケート（1987年9月から）
- ジキジキバンベルト（1994年10月から）
- オウミ住宅（2001年2月から。七井貴行、黒沢年雄と共演）
  - CMソングは、みつお本人が作詞・作曲した「白いブリーフ」の替え歌。振り付けも担当。